# Drosanthemum floribundum
Drosanthemum floribundum es una especie de planta suculenta perteneciente a la familia Aizoaceae.  Es originaria de Sudáfrica y en el entorno mediterráneo puede comportarse como especie exótica invasora.

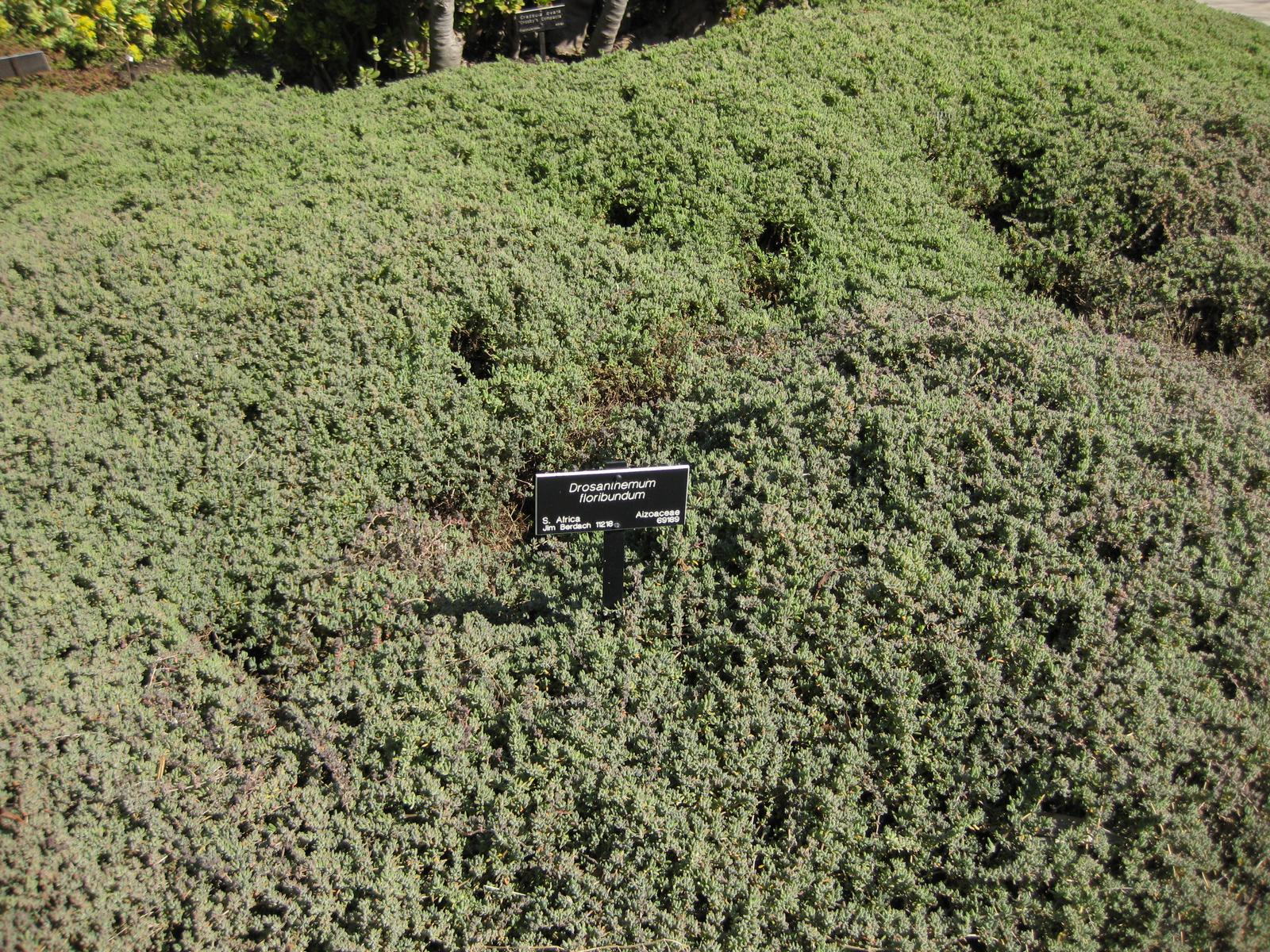
Vista de la planta

## Descripción
Es una pequeña planta suculenta perennifolia que alcanza un tamaño de 30 cm de altura a una altitud de 20 - 100 metros en Sudáfrica.

## Taxonomía
Drosanthemum floribundum fue descrito por (Haw.) Schwantes y publicado en Zeitschrift für Sukkulentenkunde. Berlin 3: 29. 1927.
Etimología
Drosanthemum: nombre genérico que deriva de las palabras griegas: drosos y anthos que significa "rocío" y "flor", que describe las células llenas de agua en las hojas de muchas especies de este género similares, de hecho, a las gotas de rocío.
floribundum: epíteto latino que significa "con muchas flores".
Sinonimia
- Drosanthemum candens (Haw.) Schwantes
- Mesembryanthemum candens Haw.
- Mesembryanthemum floribundum Haw.
- Mesembryanthemum hispidum var. pallidum Haw.
- Mesembryanthemum torquatum Haw.[5][6]